# Solum (Bodenkunde)
Das Solum (lat. Boden) ist ein Begriff aus der Bodenkunde und bezeichnet einen Bodenkörper, ohne die Streuschicht (L) und das Ausgangsgestein (C) mit einzubeziehen. Werden diese mit einbezogen, spricht man vom Pedon.